# Rutka Laskier

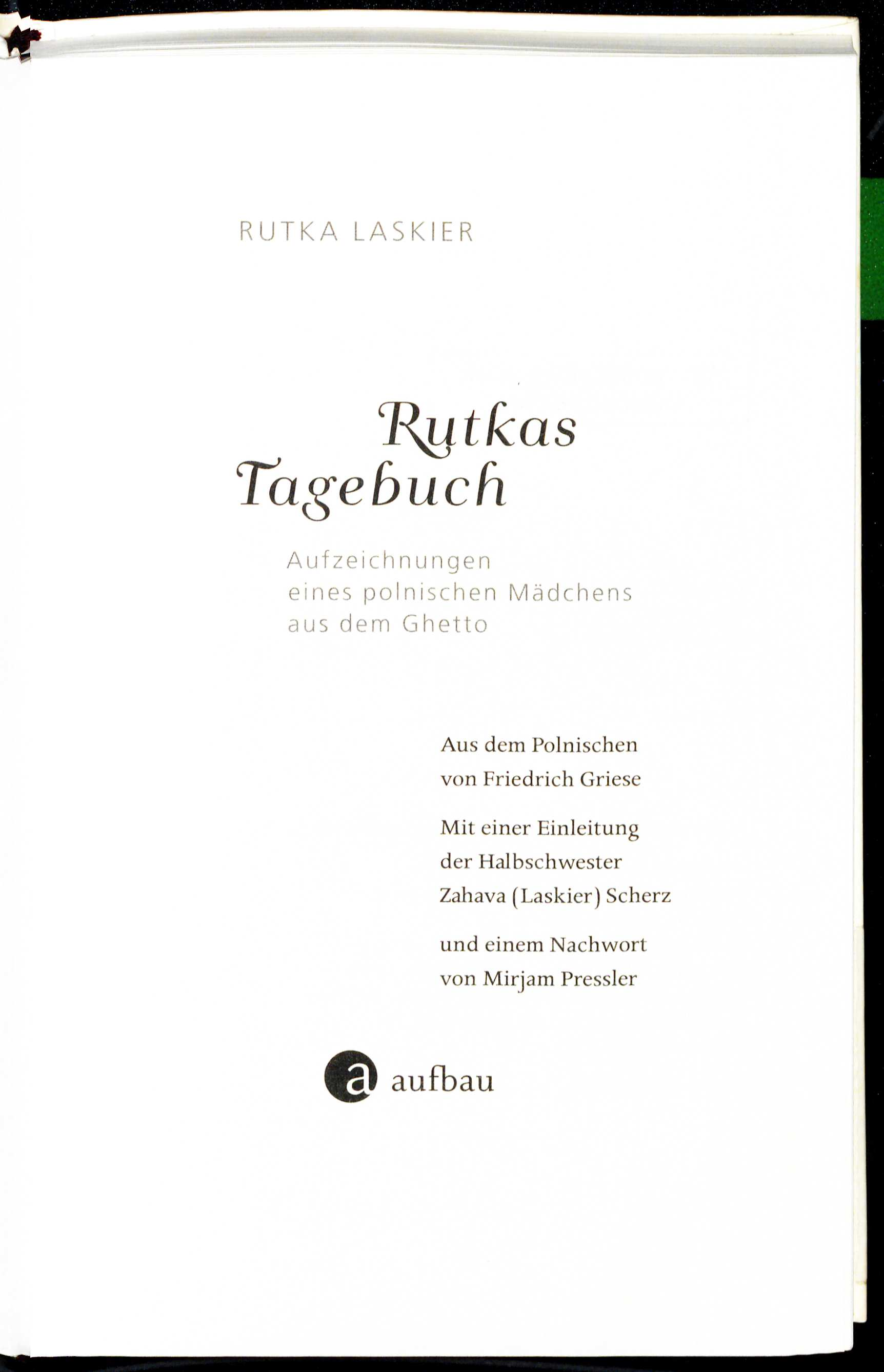
Tysk översättning 2011

Rutka Laskier, född 1929 i Fristaden Danzig, död i december 1943 i Auschwitz-Birkenau, var en judisk tonåring från Polen, som dog i Auschwitz. Hon har blivit känd genom sin dagbok, som publicerades 2005.
Laskiers dagbok omfattar tiden mellan den 19 januari och 24 april 1943. Den handlar om livet i gettot i Będzin. Laskier skriver om nazisternas övergrepp i gettot och om de rapporter om koncentrationsläger som nådde gettot.